# João Paiva Raposo de Almeida
João Vasco de Paiva Raposo de Almeida foi um arquiteto português.

## Biografia
Estudou na Faculdade de Belas-Artes da Universidade do Porto em 1958/1960.
No ano 2000, juntamente com o arquiteto Pedro Lancastre Ferreira Pinto, formou uma sociedade designada "J. A. e P. F. P. — Arquitectura e Decoração, L.da".
Morreu no dia 22 de junho de 2020 em Lisboa.

## Obras
Destacam-se entre os seus projetos arquitetónicos, os seguintes: 
- Edifício na Rua do Século, n.º 107 a 109
- Edifício na Rua da Academia das Ciências, n.º 2
- Edifício na Travessa da Horta, n.º 2 a 6 (projecto conjunto com Pedro Lancastre Ferreira Pinto e Pedro Emauz e Silva - Prémio Valmor, 1990.

## Prémios
- Prémio Valmor e Municipal de Arquitectura 1990
- Menção honrosa do Prémio Valmor e Municipal de Arquitectura 1990